# Станайтис, Иосиф Петрович
Иосиф Петрович Станайтис, также Стонайтис (Юозас Станайтис, лит. Juozas Stanaitis; 13 (25) августа 1865 года, деревня Матерны, Августовская губерния, Российская империя – 12 июля 1925, Матерны, Шакяйский уезд, Литовская Республика) – российский офицер и литовский военачальник. Участник Первой мировой войны. В 1922–1923 годах – исполняющий обязанности Главнокомандующего Войска Литовского.

## Биография
Из сувалкских крестьян. Окончил Мариампольскую гимназию.
9 марта 1887 года поступил на воинскую службу в 12-й гренадерский Астраханский Его Величества полк. В 1889 году произведён в подпоручики, в 1893 – в поручики. В 1900 году окончил Казанское пехотное юнкерское училище. В том же году повышен в звании до штабс-капитана, в 1901 – до капитана.
В 1909 году окончил Офицерскую стрелковую школу в Ораниенбауме с отметкой «успешно». В 1912 году произведён в подполковники. Командовал разведывательной командой, ротой, батальоном.
Участвовал в сражениях Первой мировой войны на территории Галиции и Белоруссии. За время боёв был дважды контужен, получил ранение обеих ног, а также переломы ребра и пальца.
19 октября 1915 года был назначен начальником Ржевского окружного эвакуационного пункта.
2 июня 1917 года был повышен в звании до полковника.
После Октябрьской революции проживал на территории представительства Литвы в Москве.
В начале 1921 года вернулся в Литву. 24 марта был мобилизован в  Войско Литовское, с 1 апреля числился в качестве офицера для особых поручений при Главнокомандующем армией. В дополнение к этому 10 мая был назначен исполняющим обязанности I-го помощника начальника Генерального штаба (по оперативной части). 20 мая был произведён в полковники литовских вооружённых сил.
29 мая был назначен командиром III-й пехотной дивизии. С 11 февраля 1922 года до 5 июня 1923 года исполнял обязанности Главнокомандующего Войска Литовского, 2 августа 1922 года был повышен в звании до генерал-лейтенанта.
Хоть Станайтис и провёл бо́льшую часть жизни в России, он не отдалился от литовских дел и живо интересовался происходящим в его родной стране. Будучи человеком строгим и любящим порядок во всём, Станайтис в 1922–1923 годах уделял больше всего внимания поддержанию неукоснительной дисциплины во вверенных ему войсках и их воспитанию в национальном духе.
В период командования Станайтиса Войско Литовское принимало участие в боевых действиях против польской армии, в частности в боях за участок нейтральной зоны между двумя государствами в районе железнодорожного участка Валькининкай – Рудишкес 15–23 февраля 1923 года.
Из-за проблем со здоровьем 7 июня 1923 года по рекомендации врачей был направлен на лечение в санаторий. 31 декабря по собственному желанию зачислен в запас с правом ношения военной униформы.
После выхода в запас проживал в родной деревне Матерны, где ещё до Первой мировой войны мечтал обустроить образцовое хозяйство. Там же и скончался 12 июля 1925 года, похоронен на кладбище деревни Слабадай (современный Вилкавишкский район).
Был женат на Люции Людмиле (1870–1923).

## Награды

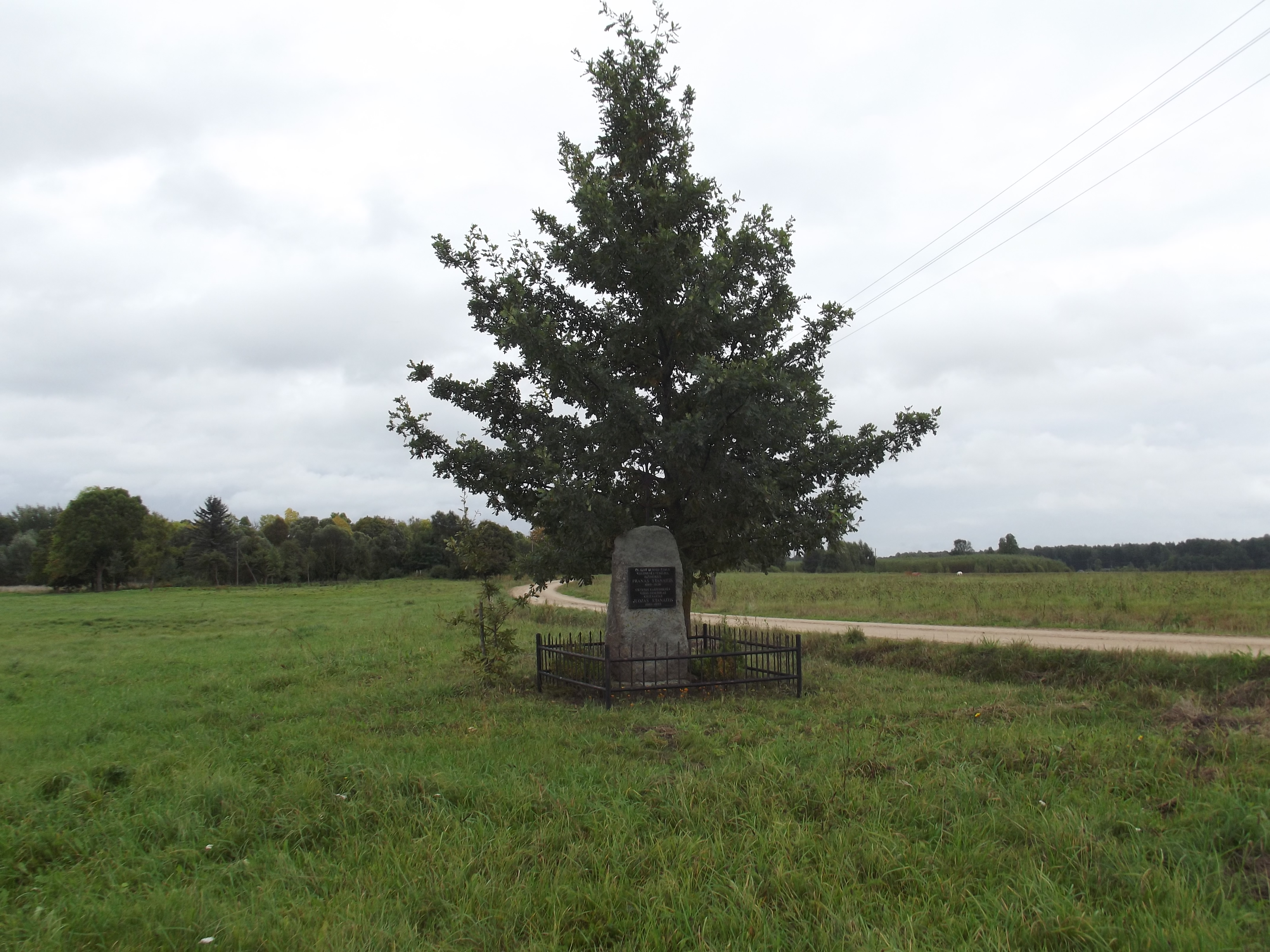
Памятник братьям Прану (Пранасу) и Иосифу (Юозасу) Станайтисам в деревне Слабадай

- Императорский и Царский орден Святого Станислава III-й степени (1902)
- Императорский орден Святой Анны III-й степени (1909)
- Императорский и Царский орден Святого Станислава II-й степени (1914)
- Императорский орден Святого Равноапостольного князя Владимира IV-й степени с мечами и бантом (1915)[6]
- Императорский орден Святой Анны II-й степени с мечами (1915)
- Крест Погони II-й степени № 34 (1923)[3][1]
- две благодарности от Президента Литовской Республики[3]